# The Proclaimers
The Proclaimers je skotské rockové duo, které tvoří dvojčata Charlie a Craig Reidovi (* 5. března 1962) z města Auchtermuchty. The Proclaimers vznikli v roce 1983 jako akustické duo, ale v pozdějších pracích se posunuli směrem k rockově orientovanému zvuku s celou kapelou. Styl Proclaimers čerpá z různorodých vlivů, včetně country, folku a punk rocku. Jejich hudební rozsah zahrnuje roots rock, alternativní rock a folk rock, a jejich hudbu charakterizují skotské přízvuky. Proclaimers často koncertují mezinárodně a od roku 1987 vydali 12 studiových alb, nejnovější z nich Dentures Out v roce 2022, stejně jako tři kompilační alba a jedno DVD.
Jejich popularitě napomohlo společné turné s The Housemartins a v roce 1987 vydali svoje první album This Is the Story. Následující album Sunshine on Leith se stalo platinovou deskou. Největším hitem skupiny je „I'm Gonna Be (500 Miles)“ z roku 1988, které se dostalo do čela australské, novozélandské a islandské hitparády, na UK Singles Chart bylo jedenácté. Skladba se objevila ve filmu Benny a Joon a seriálech Jak jsem poznal vaši matku a Chirurgové, je také oblíbená mezi sportovními fanoušky. V roce 2007 nahráli The Proclaimers s herci Peterem Kayem a Mattem Lucasem pro charitativní organizaci Comic Relief novou verzi písně, která vedla britské žebříčky. Další jejich skladba „I'm on My Way“ zazněla ve filmu Shrek. Hudba The Proclaimers je také použita v muzikálu Sunshine on Leith, který se v roce 2013 dočkal i filmové podoby.
The Proclaimers se hlásí ke svému skotskému původu a otevřeně podporují Skotskou národní stranu. Spolupracují také s organizací Reprieve, pomáhající obětem justičních omylů.

## Diskografie
- 1987 This Is the Story
- 1988 Sunshine on Leith
- 1994 Hit the Highway
- 2001 Persevere
- 2003 Born Innocent
- 2005 Restless Soul
- 2007 Life with You
- 2009 Notes & Rhymes
- 2012 Like Comedy
- 2015 Let's Hear It for the Dogs
- 2018 Angry Cyclist